# 熊本市立楠小学校
熊本市立楠小学校（くまもとしりつ くすのきしょうがっこう）は、熊本県熊本市北区楠五丁目にある公立小学校。

## 沿革
- 1969年（昭和44年） - 開校
- 1976年（昭和51年） - 熊本市立麻生田小学校を分離
- 1977年（昭和52年） - 熊本市立武蔵小学校を分離
- 1986年（昭和61年） - 熊本市立楡木小学校を分離

## 歴代校長
- 1969年（昭和44年） - 初代校長

## 部活動

### 運動部
サッカー部
バドミントン部
野球部

### 文化部
吹奏楽部
九州吹奏楽コンクール
- 第61回　九州吹奏楽コンクール　金賞（平成28年）

熊本県吹奏楽コンクール
- 第57回　熊本県吹奏楽コンクール　金賞（平成25年）
- 第60回　熊本県吹奏楽コンクール　金賞　県代表（平成28年）

RKK熊本県小学校器楽合奏コンクール
- 第55回　RKK熊本県小学校器楽合奏コンクール　金賞（平成23年）
- 第57回　RKK熊本県小学校器楽合奏コンクール　金賞（平成25年）
- 第60回　RKK熊本県小学校器楽合奏コンクール　金賞（平成28年）

## 学校周辺
- 九州旅客鉄道豊肥本線 武蔵塚駅